# Логор Мителбау-Дора
Мителбау-Дора  је био нацистички концентрациони логор који се налазио у близини Нордхаузена у Тирингији, Немачка. Основан је крајем лета 1943. као подлогор концентрационог логора Бухенвалд, снабдевајући робовску радну снагу из многих источних земаља окупираних од Немачке (укључујући евакуисане преживеле из источних логора за истребљење), за проширење оближњих тунела у Конштајну и за производњу В-2 ракета и бомби В-1. У лето 1944. Мителбау је постао независни концентрациони логор са бројним сопственим подлогоровима. 1945. године, већину преживелих затвореника СС је слао на маршеве смрти или их је убацио у возове амрти. 11. априла 1945. америчке трупе ослободиле су преостале затворенике.
Са затвореницима у Дора-Миттелбау се поступало на бруталан и нехуман начин, радили су по 14 сати и били су ускраћени за основну хигијену, кревете и адекватне оброке. Отприлике сваки трећи од отприлике 60.000 затвореника који су послати у Дора-Мителбау је умро.
Данас се на овом месту налази споменик и музеј.

## Позадина
Почетком лета 1943. масовна производња балистичке ракете А4 (касније познатије као В-2, В што значи Вергелтунг или одмазда) почела је у Хересансталт Пенемунде на балтичком острву Уседом, као и у Ракверке у Винер Нојштату, Аустрија. и на Цепелин радовима у Фридрихсхафену на Боденском језеру.
18. августа 1943. бомбардовање Краљевског ваздухопловства на Пенеминде („Операција Хидра“) озбиљно је оштетило објекте и прекинуло изградњу В-2. Други ваздушни напади оштетили су друга два локалитета у јуну и августу. Као резултат тога, нацистичко руководство је убрзало планове за премештање војне изградње у подручја која су мање угрожена од савезничких бомбардера. Адолф Хитлер је 22. августа 1943. наредио СС вођи Хајнриху Химлеру да користи раднике из концентрационих логора у будућој производњи А4/В-2. Једно од одабраних локација било је на планини познатој као Конштајн, близу Нордхаусена у Тирингији. Од 1936. године, Виртсцхафтлицхе Форсцхунгсгеселлсцхафт (ВИФО) градило је подземно складиште горива за Вермахт тамо. До касног лета 1943, ово је било скоро готово.
Да би надгледали стварање и рад новог грађевинског објекта, Алберт Шпер, Химлер и Карл Саур су се договорили о оснивању Миттелверк ГмбХ . Његов одбор чинили су Ханс Камлер, који је био шеф Амтсгруппе Ц у СС-Виртсцхафтс-Вервалтунгсхауптамт (ВВХА) и два Шперова менаџера за наоружање, Карл Мариа Хетлаге и Герхард Дегенколб, бивши упућен из Комерцбанке. Да би заправо водио фабрику, именован је Албин Савацки, који је раније био задужен за производњу тенка „Тигар 1“ у Хеншелу. Оперативну безбедност пројекта надгледао је СС-Оберстурмбаннфирер Хелмут Бисцхоф, бивши званичник Гестапоа и члан Камлеровог штаба. Првобитни уговор за Мителверк је био за 12.000 ракета, у вредности од 750 милиона рајхсмарака по стандардној цени по јединици, када производња достигне 5.000 јединица, од 50.000 рајхсмарака по ракети.
Посебно за Каммлера, ово је постао престижан пројекат.

## Успостављање
Само десет дана након напада на Пенеминде, 28. августа 1943. године, првих 107 логораша из Бухенвалда стигло је са својим СС стражарима у Конштајн. Званични назив новог потлогора Бухенвалда био је Арбеитслагер Дора. Још 1.223 затвореника из Бухенвалда уследило је 2. септембра, а радници из Пеенеминдеа дошли су средином октобра.. Током наредних месеци, много више затвореника је довођено у то подручје у скоро свакодневним транспортима из Бухенвалда. До краја септембра, број радника је порастао на преко 3.000, крајем октобра на 6.800, а до Божића 1943. на више од 10.500. Пошто у почетку није било колиба, затвореници су били смештени унутар тунела – у посебно одређеном Шлафстолену са четири нивоа кревета наслаганих један преко другог.
Није било санитарних чворова осим буради које су служиле као клозет. Затвореници (већина њих из Совјетског Савеза, Пољске или Француске) умирали су од глади, жеђи, хладноће и прекомерног рада. Током првих месеци, највећи део посла је био тешка градња и транспорт. Тек у јануару 1944. године, када је почела производња А4/В-2, први затвореници су премештени у нови надземни логор на јужној страни планине. Многи су морали да спавају у тунелима до маја 1944. године.
У овим почетним месецима, од октобра 1943. до марта 1944, од укупно 17.500 робова, скоро 2.900 је умрло на Дори. Још 3.000 веома болесних или на самрти послато је у концентрационе логоре Лублин-Мајданек и Берген-Белзен. Мало њих је преживело. Крајем 1943. године, радни одреди Доре имали су „највећу смртност у целом систему концентрационих логора“.
Крајем 1943. производња је почела. 10. децембра, Алберт Шпер и његово особље посетили су тунеле, посматрајући ужасне услове и налазећи их затрпане лешевима. Неки чланови Шперовог особља били су толико шокирани да су морали да узму додатни одмор. Недељу дана касније, Шпер је писао Камлеру, честитајући му на успеху „у трансформисању подземне инсталације... из сировог стања пре два месеца у фабрику, којој нема равних у Европи и која је непревазиђена чак и када се мери у односу на америчке стандарде Користим ову прилику да изразим своју захвалност за ово заиста јединствено достигнуће и да вас такође замолим да убудуће подржавате Хер Дегенколба на овај диван начин.“

## Затвореници
Затвореници су долазили из готово свих земаља Европе; многи од њих су ухапшени из политичких разлога. После маја 1944. у Мителбау су довођени и Јевреји. Распуштањем такозваног Зигеунер-Фамилиенлагер (циганског породичног логора) у Аушвиц-Биркенау, СС је превезао много Рома и Синта у Мителбау између априла и августа 1944. године.
Затвореници су били изложени екстремној окрутности. Као резултат тога, често су претрпели повреде, укључујући трајни инвалидитет и унакаженост, и смрт. Тешка премлаћивања су била рутинска, као и намерно изгладњивање, мучење и погубљења по преком поступку.
Укупно је између августа 1943. и марта 1945. кроз логоре Мителбау прошло око 60.000 затвореника. Тачан број убијених је немогуће утврдити. СС досијеи бројали су око 12.000 мртвих. Поред тога, непознат број нерегистрованих затвореника је преминуо или убијен у логорима. Око 5.000 болесних и умирућих послато је почетком 1944. иу марту 1945. у Лублин и Берген-Белзен.
Од убијених, око 350 је обешено (укључујући 200 због саботаже). Стопа погубљења је значајно убрзана након доласка особља из Аушвица: у фебруару и марту 1945. СС-овци су неким данима обесили 30, једном приликом чак 50 затвореника.

## Изградња и поткампови
Изградња надземног логора, на мање од километра од улаза у тунел Б, била је довољно завршена 31. децембра 1943. године за усељење радника. Подземни смештаји за заточенике су демонтирани у мају 1944. године.
Поред главног логора Дора, у коме је било у просеку 15.000 затвореника, главни подлогори су били Лагер Елрих (основан 2. маја 1944, са просечно око 8.000 затвореника), Лагер Харзунген (1. април 1944., 4.000 затвореника), Лагер Ротлебероде (13. март 1944, 1.000 затвореника) и СС грађевинске јединице 3 и 4 (укупно око 3.000 затвореника, распоређених у неколико малих логора дуж новоизграђене железничке пруге између Нордхаузена и Херцберга на Харцу. Додатно је још подлогора када је Мителбау био званично независан До пролећа 1945. број логораша износио је преко 40.000 у око 40 логора.
Од пролећа/лета 1944. логор постаје центар сопственог подлогорског система. Првобитно, они су још увек били део Бухенвалдовог система. Стварањем Јагерстаб-а (борбеног штаба), на челу са Шпером, као институције која би надгледала повећање производње борбених авиона и премештање војне производње у подземље, требало је да се створе погони за производњу борбених авиона за компанију Јункерс око Нордхаузен – заједно са потребном инфраструктуром. Поред тога, након стварања Геиленбергстаба, током лета 1944. за немачку нафтну индустрију је затражено више подземне изградње. Потражња за радницима за ове пројекте била је задовољена код логораша, али и страних принудних радника, ратних заробљеника и регрутованих Немаца.
СС администрација је одвојила Мителабау-Дора из Бухенвалда крајем септембра 1944. а Дора је постала његов центар. У ствари, нови логор је званично постао оперативан 1. новембра 1944. са 32.471 затвореником.
У време када је Дора постала оперативна у новембру 1944, опадање Мителбау-Доре је већ почело. Са претрпаним поткамповима и хладнијим временом, услови у свим логорима су се погоршали и стопа смртности је значајно порасла. Након врхунца у марту 1944. на 750, овај број је до лета опао на 100 до 150 месечно. Од новембра је порастао и децембра 1944. званични број је био 570, од којих је 500 умрло у Лагер Елрицху.

## Трансфери из Аушвица
Крајем 1944. СС је почео да евакуише затворенике из Аушвица и Грос-Розена пред Црвеном армијом која је напредовала. Многи од њих су превезени у Мителбау. До марта 1945. стигло је до 16.000 затвореника, укључујући жене и децу. Иако су многи умрли у транзиту, ово је повећало број Јевреја у Мителбауу. Они који су преживели често су били изузетно слаби или болесни. Стопа смртности је још једном порасла: између јануара и почетка априла 1945. умрло је око 6.000 затвореника, од којих око 3.000 у Боелцке-Касерне у Нордхаузену, коју су СС користили након јануара 1945. главни Стербелагер (логор за умируће) за систем Мителбау. Такође од јануара до априла 1945. године направљено је најмање 1.700 В-2 и преко 6.000 ракета В-1.
Заједно са затвореницима из Аушвица стигло је неколико стотина СС стражара који су се придружили особљу у Мителбауу, укључујући Рихарда Баера, који је 1. фебруара 1945. наследио Ота Фершнара на месту генералног команданта Мителбауа. Баер је заменио већину старијег особља људима из Аушвица. Франц Хеслер је постао командант Хафтлинглагер Дора. Едуард Виртхс је постао нови Стандортарзт. Макс Сел је постао шеф Арбеитсеинсатз-Диенстстелле који је координирао употребу принудног рада. Ханс Шурц је постао шеф Политисцхе Абтеилунг (локалне канцеларије Гестапоа).

## Напади савезника
3. и 4. априла 1945. године, Нордхаузен је у два маха напало неколико стотина Ланкастера и Комараца из група бр. 1 и 8 Команде бомбардера Краљевског ваздухопловства. Уништено је око 75% града, а посебно је погођен средњовековни стари град. Од 40.000 становника, око 8.800 људи је умрло, 20.000 је изгубило домове. Међу мртвима је такође било око 1.300-1.500 затвореника Миттелбау, који су у то време били затворени у Боелцке-Касерне.

## Евакуација
Почетком априла 1945, док су америчке трупе напредовале ка Харцу, СС је одлучио да евакуише већину логора Мителбау. У великој журби и са приличном бруталношћу, затвореници су били приморани да се укрцају у вагоне. Неколико возова, сваки са хиљадама затвореника, напустило је ово подручје до 6. априла за Берген-Белзен, Заксенхаузен и Равенсбрик. Други су били приморани да ходају кроз брда Харц према северо-истоку. Оне који нису могли да одрже корак са овим маршевима смрти стражари су по кратком поступку стрељали.
Најгори злочин догодио се у Гарделегену, познат као масакр у Гарделегену. Више од 1.000 затвореника из потлогора Мителбау и Нојенгаме убијено је у штали која је запаљена. Оне које нису живе спалили су стрељали СС, Вермахт и људи из Фолкстурма.
Све у свему, иако не постоје поуздани статистички подаци о броју смртних случајева у овим транспортима, процене говоре да је број убијених затвореника достигао 8.000.

## Ослобођење
Пошто је већина логора система Мителбау била потпуно евакуисана, није остало много затвореника да их савезници ослободе. Само неки мали подлогори, углавном са италијанским ратним заробљеницима, нису евакуисани. СС је такође оставио неколико стотина болесних затвореника у Дори и у Белке-Касерне. Ослобођени су када су америчке трупе (које се састоје од 3. оклопне дивизије, 104. пешадијске дивизије и 9. пешадијске дивизије) стигле до Нордхаузена 11. априла 1945. У касарни је такође било око 1300 мртвих затвореника.
Ратни дописници су сликали и снимали мртве и умируће заробљенике у Дори. Као и документација о нацистичким злочинима у Берген-Белзену, они су објављени широм света и постали су нека од најпознатијих сведочанстава о нацистичким злочинима.
Већина затвореника који су преживели транспорт пуштена је средином априла у Берген-Белзен или у друге логоре. Неки су, међутим, остали затвореници до почетка маја и ослобођени су у Мекленбургу или Аустрији.
Укупно, чак и конзервативне процене говоре да је број људи који нису преживели слање у Мителбау-Дору на преко 20.000. Дакле, отприлике сваки трећи од оних који су овде затворени није преживео.